# Beagle (Marskrater)
| Beagle        | Beagle              |
| ------------- | ------------------- |
|               |                     |
| Eigenschaften |                     |
| Koordinaten   | 2,1° S, 354,5° O    |
| Durchmesser   | 35 m                |
| Tiefe         | 1 – 2 m             |
| Namensgeber   | Beagle und Beagle 2 |

Beagle ist ein Einschlagkrater auf dem Planeten Mars. Sein Durchmesser beträgt etwa 35 m.

## Lage
Der Krater befindet sich in der Hochebene von Meridiani Planum, in der Nähe des Nullmeridians und des Äquators des Mars. Er liegt an der Grenze eines Ringes von Auswurfmaterial des Victoriakraters.

## Erforschung

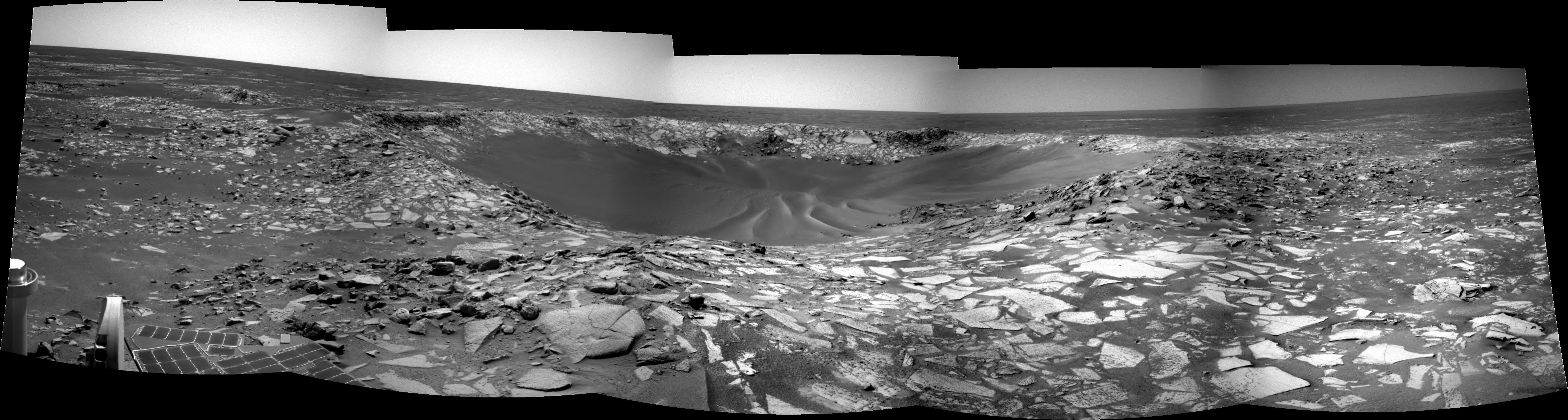
Mosaikbild von Beagle, aufgenommen an Sol 898

Beagle wurde vom Marsrover Opportunity, welcher gerade Meridiani Planum erforschte, auf Aufnahmen vom 20. Juni 2006, Sol 855, in einer Entfernung von 310 m gefunden und in weiter Folge von dem Rover eingehender untersucht.